# Poder constituinte
Poder constituinte é, no Direito, o poder de criar, modificar, revisar, revogar ou adicionar algo à Constituição do Estado. É historicamente atribuído a Emmanuel Joseph Sieyès, em sua obra O Que É o Terceiro Estado?, um manifesto da Revolução Francesa. Bastante influenciado por Jean-Jacques Rousseau, Sieyès afirma que o "terceiro estamento", ou o povo, é uma nação completa, titular de poder político.
As legitimidades do Poder Constituinte, do procedimento constituinte e da Constituição são indissociáveis e delas depende a legitimação do exercício da soberania no Estado Democrático de Direito. Tal constatação pode resumir-se na máxima formulada pelo ex-presidente norte americano Abraham Lincoln no sentido de que “Democracia é o governo do povo, pelo povo e para o povo”, pensamento este essencialmente correto se dermos interpretação real aos termos que o compõem. Pode-se afirmar ainda que a famosa citação corresponde precisamente à democracia direta.
A legitimidade do Poder Constituinte decorre diretamente do princípio da soberania popular. Só o povo, concebido como uma pluralidade de forças culturais, sociais e políticas, pode deliberar sobre a conformação da sua ordem político-social. Um ou mais indivíduos manifestam vontade soberana que pode ser o início de um novo núcleo social. Daí decorre, portanto, que a legitimidade da Constituição verifica-se através da correspondência de suas normas aos valores e aspirações do povo, não se contentando com a simples legalidade formal. É dessa correspondência com a vontade geral, aliada à lisura da representação popular no procedimento constituinte que este se legitima. A esta cadeia procedimental de legitimação democrática Canotilho atribui a denominação de “Justiça da Constituição”.

## Espécies de poder constituinte
Os doutrinadores dividem o poder constituinte em duas espécies: poder constituinte originário e poder constituinte derivado. Alguns doutrinadores modernos ainda listam o poder constituinte difuso, que na verdade é um outro nome que se dá a mutação constitucional, que não é um poder constituinte em si, mas sim a adequação da constituição de um Estado em face da nova realidade que a sociedade vê naquele texto legal.

### Poder constituinte originário
É o poder  que se tem de constituir uma nova Constituição quando um novo Estado é criado ou quando uma Constituição é trocada por outra, em um Estado já existente, seja essa substituição feita de forma democrática, revolucionária ou por um golpe de estado. Entende-se que é o próprio poder constituinte que dá legitimidade à nova Constituição.
O poder constituinte derivado, segundo a tradição jusnaturalista, é um poder de fato anterior ao próprio Estado; já os juspositivistas entendem que se trata de um poder político concomitante à criação do Estado, uma vez que o direito não pode existir antes do Estado. 
São características do poder constituinte originário:
- Inicial: não existe nenhum outro antes ou acima dele.
- Incondicionado: não está submetido a nenhuma regra de forma ou de conteúdo.
- Permanente: continua existindo mesmo após concluir a sua obra.
- Inalienável: sua titularidade não é possível de transferência (a nação, ou o povo, nunca perde o direito de "mudar sua vontade").

### Poder constituinte derivado
É o poder de modificar uma Constituição. Por exemplo no Brasil (nação lusófona), para Constituição ser rígida, é necessária um processo chamado de Proposta de Emenda Constitucional (PEC), que deve ser votado em dois turnos por cada casa do Congresso Nacional antes de virar uma Emenda constitucional e assim modificar a Constituição da República Federativa do Brasil. Conforme ensinado pelo Constitucionalista Paulo Bonavides:
“O Poder de reforma constitucional exercitado pelo poder Constituinte Derivado é por sua natureza jurídica mesma um poder limitado, contido num quadro de limitações explícitas e implícitas, decorrentes da Constituição, a cujos princípios se sujeita, em seu exercício, o órgão revisor.”
O poder constituinte derivado (também denominado reformador, secundário, instituído, constituído, de segundo grau, de reforma) é um tipo de poder constituinte que se ramifica em três espécies:
- reformador: que abrange as prerrogativas de modificar, implementar ou retirar dispositivos da Constituição.
- revisor: que, como exemplo retirado de nossa própria Constituição, possibilita a revisão de dispositivos constitucionais que necessitem de reformas. Tais reformas não se confundem com a reforma stricto sensu, pois esta perpassa por procedimentos mais dificultosos e quórum mais específico.
- decorrente: pressupõe uma forma descentralizada de estado, como o caso de uma república federal. Trata-se de um poder investido aos Estados Membros para elaborar sua própria Constituição, estabelecer sua auto-organização, por meio de suas Assembleias Legislativas.

## Poder constituinte derivado decorrente no Brasil
O poder constituinte derivado decorrente é o poder que os Estados-membros possuem para elaborar, suas Constituições Estaduais. A Constituição brasileira de 1988 atribuiu autonomia, manifestada pela capacidade de auto-organização, autogoverno e autoadministração, aos Estados federados.
Art. 25 Os Estados organizam-se e regem-se pelas Constituições e leis que adotarem, observados os princípios desta Constituição.
É importante salientar que o poder constituinte derivado decorrente das Assembleias legislativas pode também ser inicial, consistindo na elaboração da própria Constituição, ou reformador, tendo a competência para reformar sua Constituição.

O Distrito Federal possui autonomia limitada, uma vez que a União tutela parcialmente as competências distritais. Já os Municípios são entes que não possuem autonomia para promulgar Constituição.